# イージーオー (ブランド)
イージーオーはビジュアルアーツのパートナーブランド。当初の名前は「E.G.O.」だった。

## 概要
寝取られシーンがあるゲームが特徴だったが、2003年発売の「うちの妹のばあい」から陵辱ルートをカットする等した「純愛版」を2007年に発売した。パートナーブランドでビジュアルアーツ製のシステムを使用していない数少ないブランドである。

## 作品一覧
- 黒山羊
- 奇跡 〜迷子の天使〜
- こうふくのカタチ
- いつまでも… 〜神長さん家の春夏秋冬〜
- 雨やどり
- うちの妹のばあい
  - うちの妹のばあい純愛版
- 幼なじみな彼女
- うちの妹のばあい0.5(開発中止)

## 主なスタッフ
原画
- 風見春樹

シナリオ
- おるごぉる